# Кандид
Кандид (франц. Candide, ou l'Optimisme) је француска сатира коју је 1759. године објавио Волтер, филозоф из доба просветитељства. Њена фабула почиње са младићем, Кандидом, који живи изолован у еденском рају и ког Лајбницовом оптимизму подучава његов ментор, професор Панглос. Дело описује нагли прекид овог начина живота, након чега следи Кандидово споро и мучно разочарење, док сведочи и доживљава велике тешкоће у свету. Волтер завршава своје дело, ако не потпуним одбацивањем Лајбницовог оптимизма, онда заговарањем дубоко практичног прописа: „морамо неговати свој врт“, уместо Панглосове лајбницовске мантре, „све је за најбоље“ у „најбољем од свих могућих света".
Кандида карактерише његов тон, као и неправилан, необичан и брзопотезан заплет. Као пикарски роман с причом сличном озбиљнијој и зрелијој причи билдунгсромана, пародира многе авантуристичке и романтичне клишее, а патње главних јунака ових дела карикира једним изразито горким тоном. Ипак, догађаји о којима се приповеда често се заснивају на историјским чињеницама, као што је Седмогодишњи рат и земљотрес у Лисабону 1755. године. Како су се филозофи Волтеровог доба бавили проблемом зла, тако се и сам Волтер у свом кратком теолошком роману дотиче тог питања, мада непосредније и шаљивије. Волтер исмева религију, теологе, владе, војске, филозофије и филозофе. Кроз Кандида напада Лајбница и његов оптимизам.
Кандид је доживео велики успех, али је изазвао и велики скандал. Одмах након њеног тајног објављивања, књига је била забрањена јавности, јер садржи богохуљење, позива на политичку побуну и интелектуално непријатељство скривено под танким велом наивности. Међутим, својом оштром духовитошћу и проницљивим приказом људских стања, роман је од тада надахнуо многе касније ауторе и уметнике да га опонашају и прилагођавају. Кандид је данас признат као Волтеров magnum opus  и често се наводи као део Западног канона. То је једно од најчешће предаваних дела француске књижевности. Британски песник и књижевни критичар Мартин Сејмор Смит навео је Кандида као једну од 100 најутицајнијих књига икада написаних .

## Историјска и књижевна позадина
Бројни историјски догађаји инспирисали су Волтера да напише Кандида, од којих су најпознатији објава Лајбницове „Монадологије“, кратког метафизичког трактата, Седмогодишњи рат и земљотрес у Лисабону 1755. године. О обе последње катастрофе се често говори у Кандиду, а научници их наводе и као узрок његовог настанка. Земљотрес у Лисабону 1755. године, цунами и пожари који су настали због Дана свих светих имали су снажан утицај на ондашње теологе и на Волтера, који је и сам био разочаран њима. Земљотрес је имао посебно велики утицај на савремену науку о оптимизму, филозофски систем који имплицира да се такви догађаји не би смели одиграти. Оптимизам је заснован на теодицеји Готфрида Вилхелма Лајбница и каже да је све што се дешава из неког разлога добро, јер је Бог добронамерно божанство. Овај се концепт често уобличава на следећи начин: „све је за најбоље у најбољем од свих могућих света“ (фр. Tout est pour le mieux dans le meilleur des mondes possibles). Филозофи су имали проблема да уклопе страхоте овог земљотреса у свој оптимистични поглед на свет.
Волтер је одбацио лајбницовски оптимизам након ове природне катастрофе, уверен да би, ако је ово најбољи могући свет, сигурно требало да буде бољи него што јесте. И у Кандиду и у Poème sur le désastre de Lisbonne  ("Песми о лисабонској катастрофи"), Волтер напада то оптимистичко уверење. Искористио је земљотрес у Лисабону и у Кандиду и у „Песми” да би одбранио свој став, саркастично описујући катастрофу као једну од најстрашнијих катастрофа „у најбољем од свих могућих света“. Одмах након земљотреса, непоуздане гласине су кружиле Европом, понекад преувеличавајући озбиљност догађаја. Ира Вејд, позната стручњакиња за Волтера и Кандида, анализирала је изворе на основу којих је Волтер сазнавао о том догађају. Вејд нагађа да је Волтеров главни извор информација о земљотресу у Лисабону био рад из 1755. године под називом Relation historique du Tremblement de Terre survenu à Lisbonne аутора Анжа Гудара.
Осим таквих догађаја, савремени стереотипи о Немцима можда су били инспирација за текст, као што су били и за Simplicius Simplicissimus,  сатирички пикарски роман из 1669. године, који је написао Ханс Јакоб Кристофел вон Гримелхаузен и који је био инспирисан тридесетогодишњим ратом. Протагониста овог романа, који је требало да отелотвори стереотипне особине Немаца, поприлично је сличан главном јунаку Кандиду. Ти стереотипи, према Волтеровом биографу Алфреду Овену Алдридгеу, укључују "екстремну лакоћу или сентименталну једноставност", неке од Кандидових и Симплицијусових кључних карактеристика. Алдридге пише: "Будући да је Волтер признао познавање немачких петнаестовековних аутора који су користили непосредни и лакрдијашки стил, сасвим је могуће да је познавао и Гримелхаузеново дело."
Сатирични и пародијски Кандидов претходник, Џонатан Свифтово дело Гуливерова путовања (1726), један је од Кандидових рођака. Ова сатира говори о "лаковерном" Гуливеру, који (попут Кандида) путује у неколико "удаљених држава" и ојачан је многим несрећама које га сналазе. Као што доказују сличности између двеју књига, Волтер је вероватно био надахнут Гуливеровим путовањима током писања Кандида. Други вероватни извори инспирације за Кандида су Télémaque  (1699) Франсое Фенелона и Cosmopolite (1753) Луја-Шарла Фужреа де Монброна. Кандидова пародија билдунгсромана, вероватно је заснована на делу Télémaque, које садржи прототипску пародију наставника на коме је можда делимично заснован и Панглос. Слично томе, Монбронов главни јунак пролази разочаравајућу серију путовања сличну оној из Кандида.

## Настанак
Рођен као Франсоа-Мари Аруе, Волтер (1694–1778) је у време земљотреса у Лисабону, већ био признат аутор, познат по својој сатиричној духовитости. Постао је члан Француске академије 1746. године. Био је деиста, снажни заговорник верских слобода и критичар тиранских влада. Кандид је постао део његовог великог, разноврсног опуса филозофских, политичких и уметничких дела којима се изражавају та гледишта. Тачније, постао је модел за романе из осамнаестог и с почетка деветнаестог века који се називају филозофске приче. Овај жанр, чији је Волтер био један од оснивача, обухватао је и ранија дела попут Задига и Микромегаса .
Не зна се тачно када је Волтер написао Кандида, али научници процењују да је састављен крајем 1758. године, а започет је већ 1757. године. Сматра се да је део Волтер написао док је живео у Ле Делису близу Женеве и током тронедељне посете Карлу Теодору, изборнику Баварске у Швецингену, на лето 1758. године. Упркос чврстим доказима за ове тврдње, популарна легенда о томе како је Волтер написао Кандида за три дана и даље опстаје. Ова идеја се вероватно заснива на погрешном тумачењу дела La Vie intime de Voltaire aux Délices et à Ferney из 1885. године, аутора Лусијан Переј (право име: Клара Адел Лус Херпин) и Гастона Мограса. Докази указују на то да Волтер није журио или импровизовао Кандида, већ је на њему радио током значајног периода, можда чак и читавих годину дана. Кандид је зрело и пажљиво развијено, а не импровизовано дело, као што то наизглед показује вртложан заплет или претходно поменути мит.
Постоји само један рукопис Кандида који је написан пре објављивања дела 1759. године. Открила га је 1956. године Ира Вејд и назвала га Валијерски рукопис. Сматра се да га је Волтер, поглавље по поглавље, слао војводи и војвоткињи од Валијера у јесен 1758. године. Рукопис је продат Арсеналској библиотеци крајем осамнаестог века, где је остао неоткривен скоро две стотине година. Валијерски рукопис, најоригиналнији и најаутентичнији од свих преживелих примерака Кандида, Волтер је вероватно диктирао свом секретару, Жану-Лују Ванијеру, а затим га лично уредио. Поред овог рукописа, верује се да постоји још један, који је Ванијер преписао за Карла Теодора. На могуће постојање ове копије први је указао Норман Л. Тореј 1929. године. Ако постоји, и даље је неоткривен.
Волтер је истовремено објавио Кандида у пет земаља до 15. јануара 1759. године, иако тачан датум није сигуран. Данас је познато седамнаест верзија Кандида из 1759. године, на оригиналном француском језику, а постојала је велика полемика око тога која је најранија.  Објављено је више верзија на другим језицима: Кандид је преведен једном на италијански, а три пута на енглески исте године. Компликована наука о израчунавању релативних датума објављивања свих верзија Кандида детаљно је описана у чланку Вејдове "Прво издање Кандида: проблем идентификације". Поступак објављивања био је изузетно тајновит, вероватно је то било „најтајније дело века“, због очигледно незаконитог и охолог садржаја књиге. Највећи број примерака Кандида истовремено је објавио у Женеви Крамер, у Амстердаму Марк-Мишел Ре, у Лондону Жан Норс, а у Паризу Ламберт.
Кандид је претрпео једну велику ревизију након првобитне објаве, поред неких мањих. Године 1761, објављена је верзија Кандида која је, уз неколико мањих измена, укључивала главни Волтеров додатак двадесет другом поглављу, одељак који је војвода од Валијера сматрао слабим. Последње издање Кандида, које је Волтер одобрио, укључено је у Крамерово издање његових комплетних дела из 1775. године, познато под називом l'édition encadrée, због обруба или оквира око сваке странице.

Волтер се снажно противио укључивању илустрација у своја дела, као што је изјавио у писму писцу и издавачу Шарлу Јозефу Панкоку из 1778. године: 
Je crois que des Estampes seraient fort inutiles. Ces colifichets n'ont jamais été admis dans les éditions de Cicéron, de Virgile et d'Horace. (Сматрам да би ове илустрације биле прилично бескорисне. Овакве тричарије никад нису биле дозвољене у Цицероновим, Виргилијевим и Хорацијевим делима).
 Упркос овом противљењу, француски уметник Жан-Мишел Моро ле Жене произвео је две илустрације за Кандида. Прва верзија је урађена о његовом трошку 1787. године и укључена у Кехлово издање те године, Сабрана Волтерова дела. Четири слике је нацртао Моро за ово издање, а гравирао их је Пјер-Шарл Бјукуа. Друга верзија из 1803. године, састојала се од седам Морових цртежа које је гравирало више уметника. Модерни уметник двадесетог века Паул Кле изјавио је да је док је читао Кандида открио сопствени уметнички стил. Кле је илустровао дело, а његови цртежи објављени су у верзији из 1920. године коју је уредио Курт Волф .

## Листа јунака

### Главни јунаци
- Кандид: Главни јунак. Незаконити син сестре Барона од Тундер-Тронка. Заљубљен у Кунингунду.
- Кунингунда : Ћерка Барона од Тундер-Тронка. Заљубљена у Кандида.
- Професор Панглос: Краљевски васпитач на бароновом двору. Описан је као "највећи филозоф Светог римског царства ".
- Старица: Кунингундина слушкиња док је ова била љубавница дон Исахра и Великог инквизитора од Португала. Побегла са Кандидом и Кунингундом у Нови свет. Незаконита ћерка папе Урбана X .
- Какамбо: Отац му је Шпанац, а мајка Перуанка. Пола живота је живео у Шпанији, а пола у Латинској Америци. Кандидов лични слуга док је био у Америци.
- Мартин: Холандски аматерски филозоф и манихејац. Упознао је Кандида у Суринаму, путовао с њим након тога.
- Барон од Тундер-Тронка: Син првобитног Барона (споредног јунака) и Кунингундин брат. Мислило се да су га убили Бугари. Постао је језуита у Парагвају.

### Споредни јунаци
- Барон и бароница од Тундер-Тронка: Кунингундини и баронови родитељи. Обоје су их убили Бугари.
- Бугарски краљ.
- Анабаптиста Јаков: Спасио је Кандида од линча у Холандији. Утопљен у лисабонској луци.
- Дон Исахар: Јеврејски земљопоседник у Португалу. Кунингунда је постала његова љубавница као и љубавница Великог Инквизитора од Португала. Убио га је Кандид.
- Велики инквизитор од Португала: Осудио је Кандида и Панглоса на аутодафеу . Кунингунда је била његова љубавница као и љубавница дон Исахра. Убио га је Кандид.
- Дон Фернандо д'Ибара и Фигероа и Маскаренес и Лампурдос и Соуса: шпански гувернер Буенос Ајреса. Желео је Кунингунду као љубавницу.
- Краљ Ел Дорада, који је помагао Кандиду и Какамбу да побегну из Ел Дорада и да постану богати.
- Минхер Вандердендур: Капетан холандског брода. Понуђено му је да одведе Кандида из Америке у Француску за 30.000 златника, али је тада отишао без њега, укравши му све богатство.
- Опат од Перигорда: спријатељио се с Кандидом и Мартином, одвео је полицију да их ухапси; он и полицајац прихватили су по три дијаманта и пустили их на слободу.
- Маркиза од Паролиња: париска девојка која је узела звучну титулу.
- Научник: Један од маркизиних гостију. Разговарао са Кандидом о уметности.
- Пакета: Она је Панглосу пренела сифилис . Након бугарског покоља, радила је као проститутка. Постала је власништво Брата Жирофлеа.
- Брат Жирофле: театински фратар. Заљубљен у проститутку Пакету.
- Сигнор Пококуранте: венецијански племић. Кандид и Мартин посетили су његово имање, где је говорио о свом презиру уметничког канона.
- Кандид и Мартин су у гостионици у Венецији јели са шесторицом странаца, за које се испоставило да су свргнути монарси. Они су били: 
  - Ахмед III
  - Иван VI од Русије
  - Чарлс Едвард Стјуарт
  - Август III од Пољске
  - Станислав Лешћински
  - Теодор Корзички

## Фабула
Кандид садржи тридесет епизодних поглавља која се могу груписати у две главне шеме: прва се састоји од два дела, раздвојена протагонистовим одмором у Ел Дораду; друга се састоји од три дела, од којих је сваки одређен својим географским окружењем. По првој схеми, прва половина Кандида представља експозицију, заплет и кулминацију, а последњи део перипетију и расплет. Ову структуру потпомаже тема путовања и потраге, која подсећа на авантуристичке и пикарске романе, који имају тенденцију да користе драмску структуру. Према другој шеми, тридесет поглавља може бити груписано у три дела, од којих свако садржи десет поглавља и одређено је локалном бојом: I-X су смештени у Европу, XI-XX су смештени у Америку, а XXI-XXX су смештени у Европу и Османско царство . Резиме заплета који следи користи овај други формат и укључује Волтерове додатке из 1761. године.

### Поглавља I–X
Прича о Кандиду почиње у дворцу Барона од Тундер-Тронка у Вестфалији, кући баронове кћери, Леди Кунингунде; његовог нећака, Кандида; наставника Панглоса; слушкиње Пакете; и остатка Баронове породице. Главни јунак, Кандид, заљубљен је у Кунингунду. Он је младић "најнетакнутије простодушности" (l'esprit le plus simple), чије је лице "прави показатељ његовог ума" (sa physionomie annonçait son âme). Др Панглос, професор "métaphysico-théologo-cosmolonigologie" (српски: "метафизичко-теолошке космолонигологије") и самозвани оптимиста, учи своје ученике да живе у "најбољем од свих могућих светова" и да је "све најбоље". 
Све је у реду у замку док Кунингунда не види Панглоса и Пакет како воде љубав у неком грмљу. Подстакнута овим испољавањем нежности, Кунингунда испушта своју марамицу поред Кандида, изазивајући га да је пољуби. Због овог испада, Кандид је протеран из дворца. У тренутку када напушта замак, пада у руке бугарских (пруских) регрутера који су га присилили на војну службу. Током војне службе, Кандид је бичеван, готово погубљен и приморан да учествује у великој бици између Бугара и Авара (алегорија која представља Прусе и Французе). Кандид на крају успева да побегне из војске и креће ка Холандији где му пружа помоћ Јаков, анабаптиста, који јача Кандидов оптимизам. Убрзо након тога, Кандид проналази свог учитеља Панглоса, сада просјака оболелог од сифилиса. Панглос открива да га је Пакета заразила овом болешћу и шокира Кандида приповешћу о томе како су Бугари уништили баронов дворац, а да су Кунингунда и њена цела породица убијени. Јаков успева да излечи Панглоса, а овај остаје без једног ока и једног ува у процесу лечења. Све троје путују у Лисабон.
У лисабонској луци, надвладала их је бесна олуја која им уништава брод. Јаков покушава да спаси морнара, па је у том случају пао са брода. Морнар не покушава да  помогне утопљенику Јакову, а Кандид је у стању очаја све док му Панглос не објасни да је лука у Лисабону створена како би се Јаков утопио. Само Панглос, Кандид и "окрутни морнар" који је пустио Жака да се удави  преживели су олују и стигли до Лисабона. Тамо их је одмах погодио земљотрес, цунами и ватра, због којих страда на десетине хиљада људи. Морнар одлази како би опљачкао рушевине, док Кандид, запомажући повређен, слуша Панглосово оптимистичко објашњење ситуације.
Следећег дана, Панглос разговара о својој оптимистичкој филозофији са чланом португалске инквизиције, па су и он и Кандид ухапшени због јереси, постављени да буду мучени и убијени у аутодафеу, постављен да умилостиви Бога и спречи још једну катастрофу. Панглос је обешен, а Кандид бичеван, али се десио још један земљотрес захваљујући ком успева да побегне. Прилази му старица, која га води до куће у којој чека Лeди Кунингунда, жива. Кандид је изненађен: Панглос му је рекао да је Кунингунда била силована и убијена. И била је, али Кунингунда истиче да људи преживе такве ствари. Међутим, њен спасилац ју је продао јеврејском трговцу, Дон Исахару коме је тада корумпирани Велики инквизитор запретио да мора да је дели са њим (Дон Исахар добија Кунингунду понедељком, средом и суботом). Њени власници стижу, проналазе је с другим мушкарцем, а Кандид их обоје убија. Кандид и две жене беже из града, крећући према Америци. Успут, Кунингунда пада у самосажаљење, жалећи се на све несреће које су је задесиле.

### Поглавља XI–XX
Старица узвраћа откривањем властитог трагичног живота: као кћерка папе Урбана Х и принцезе Палестрине, силована је и поробљена од стране афричких гусара, сведочила је насилним грађанским ратовима у Мароку под крвожедним краљем Исмаилом ибн Шарифом (током којег је њена мајка била раскомадана), претрпела је даље ропство и глад, умало је умрла од куге у Алжиру, а одсечена јој је задњица како би се нахранили гладни јањичари током руске опсаде Азова. Након што је пропутовала читаво Руско царство, на крају је постала слуга Дон Исахара и упознала Кунингунду.
Трио стиже у Буенос Ајрес, где гувернер Дон Фернандо д'Ибара и Фигероа и Маскаренес и Лампурдос и Соуса тражи да се ожени Кунингундом. Управо тада стиже алкалде (шпански заповедник тврђаве), који гони Кандида због убиства Великог инквизитора. Остављајући жене иза себе, Кандид бежи у Парагвај са својим прагматичним и до тада непоменутим слугом, Какамбом. 
На граничној пошти на путу за Парагвај, Какамбо и Кандид разговарају са командантом, за кога се испоставило да је Кунингундин неименовани брат. Објашњава да га је након покоља породице, језуитска припрема за погреб оживела и да се он се од тада придружио реду. Кад Кандид изјави да намерава да се ожени Кунингундом, њен брат га напада и Кандид га пробада својим мачем. Након што су оплакали све људе (углавном свештенике) које је убио, Кандид и Какамбо су побегли. Кандид и Какамбо наилазе на две голе жене које су прогонили и гризли мајмуни. Кандид, желећи да заштити жене, пуца и убија мајмуне, али Какамбо му говори да су мајмуни и жене вероватно љубавници.
Какамба и Кандида поробљавају Орегонци; припадници племства Инка који су ширили себи ушне ресице и који су овде приказани као измишљени становници тог подручја. Мешајући Кандида са језуитом због одеће коју је носио на себи, Орегонци се припремају да скувају Кандида и Какамба; међутим, Какамбо уверава Орегонце да је Кандид убио језуита да би му узео огртач. Какамбо и Кандид су пуштени и путују месец дана пешке, а потом низ речни кањон, живећи од воћа и бобица.
Након још неколико авантура, Кандид и Какамбо лутају до Ел Дорада, географски изоловане утопије где су улице прекривене драгим камењем, нема свештеника, а све краљеве шале су смешне. Кандид и Какамбо остају месец дана у Ел Дораду, али Кандид и даље пати без Кунингунде и изражава краљу жељу да оде. Краљ истиче да је то глупа идеја, али великодушно им помаже да то ураде. Пар наставља своје путовање, сада у пратњи стотина црвених оваца које носе намирнице и невероватне суме новца, које они полако губе или им бивају украдене током наредних неколико авантура.
Кандид и Какамбо на крају стижу у Суринам, где су се растали: Какамбо путује у Буенос Ајрес како би пронашао Леди Кунингунду, док се Кандид припрема за пут у Европу како би их сачекао. Кандидове преостале овце су украдене, а Кандид је новчано кажњен од стране холандског прекршајног суда за дрско понашање због крађе. Пре него што је напустио Суринам, Кандид осети потребу за друштвом, па разговара са бројним људима који су прошли кроз разне недаће и одлучи се за човека по имену Мартин.

### Поглавља XXI–XXX
Овај његов сапутник, Мартин, манихејски је учењак који се ослања на песимисту Пјера Бејла, главног Лајбницовог противника. Током наставка пловидбе, Мартин и Кандид расправљају о филозофији. Мартин описује цео свет као место које су окупирале будале. Кандид, међутим, и даље остаје оптимиста у срцу, јер то је све што зна. Након обиласка Бордоа и Париза стижу у Енглеску и виде како адмирала (лика заснованог на Адмиралу Бингу) стрељају јер није убио довољно непријатеља. Мартин објашњава да Британија сматра да је потребно стрељати адмирала "pour l'encouragement des autres" (како би охрабрио остале). Кандид, престрављен, сређује да одмах напусте Британију. По доласку у Венецију, Кандид и Мартин упознају Пакету, собарицу која је заразила Панглоса сифилисом. Она је сада проститутка, а проводи време са театинским монахом, братом Жирофлеом. Иако се обоје чине срећним, убрзо откривају свој очај: Пакета је водила јадан живот као сексуални објекат, а монах презире верски ред у ком се замонашио. Кандид даје две хиљаде пјастри Пакети и хиљаду брату Жирофлеу.
Кандид и Мартин посећују лорда Пококурантеа, венецијанског племића. Те вечери, Какамбо - сада роб - стиже и обавештава Кандида да је Кунингунда у Цариграду. Пре њиховог одласка, Кандид и Мартин су вечерали са шесторицом странаца који су дошли на  венецијански карневал. Откривено је да су ови странци свргнути краљеви: османски султан Ахмед III, руски цар Иван VI, Чарлс Едвард Стјуарт (неуспели претендент на енглески престо), пољски Август III, Станислав Лешћински и Теодор Корзички .
На путу за Цариград, Какамбо открива да Кунингунда - сада ужасно ружна - тренутно пере посуђе на обалама Мраморног мора као робиња трансилванског принца по имену Ракоци. Након што су стигли на Босфор, укрцали су се на галију где, на Кандидово изненађење, међу веслачима проналази Панглоса и Кунингундиног брата. Кандид купује њихову слободу по високој цени. Барон и Панглос говоре о томе како су преживели, али упркос страхотама кроз које је пролазио, Панглосов оптимизам остаје непоколебљив: "И даље се држим својих првобитних мишљења, јер сам, на крају крајева, филозоф, и то не би било исправно за мене да опорекнем, пошто Лајбниц не може да греши, и пошто је унапред успостављена хармонија најлепша ствар на свету, заједно са пленумом и енергијским телом." 
Кандид, барон, Панглос, Мартин и Какамбо стижу на обале Мраморног мора, где се придружују Кунингунди и старици. Кунингунда је заиста постала ужасно ружна, али Кандид ипак купује њихову слободу и жени се њом из ината према њеном брату, који брани Кунингунди да се уда за било кога осим барона Царства (тајно је продаје натраг у ропство). Пакета и брат Жирофле - након што су потрошили своји три хиљаде пјастри - мире се са Кандидом на малој фарми (une petite métairie) коју је он управо купио задњим новцем који је имао.
Једног дана, протагонисти траже дервиша познатог као великог филозофа те земље. Кандид га пита зашто је човек натеран да тако пати и шта сви треба да раде. Дервиш одговара питајући реторички зашто је Кандид забринут за постојање зла и добра. Дервиш описује људска бића као мишеве на броду који је краљ послао у Египат; краљу није битна њихова удобност. Дервиш тада залупи вратима дружини. Враћајући се на своју фарму, Кандид, Панглос и Мартин упознају Турчина чија је филозофија да посвети свој живот само једноставном раду и да се не бави спољним пословима. Он и његових четворо деце обрађују малу површину земље, а рад их одржава „слободним од три велика зла: досаде, порока и сиромаштва“. Кандид, Панглос, Мартин, Кунингунда, Пакета, Какамбо, старица и брат Жирофле, спремни су да раде на овом „похвалном плану“ (louable dessein) на својој фарми, а сваки од њих користи таленте које поседује. Кандид игнорише Панглосово инсистирање на томе да се све дешава онако како је најбоље, уместо чега му говори „морамо да обрађујемо свој врт“ (il faut cultiver notre jardin).

## Стил
Као што је Волтер сам то описао, сврха Кандида била је да „забави мали број духовитих људи“. Аутор постиже овај циљ комбинујући своју оштру духовитост са забавном пародијом на класични авантуристичко-романтични заплет. Кандид се толико често суочава са језивим догађајима описаним мукотрпним детаљима да то постаје смешно. Теоретичарка књижевности Френсис К. Бараш, навела да је да Волтер приповеда о темама попут масовне смрти хладно и равнодушно као да описује временске прилике. Брзи и невероватни заплет - у којем ликови, на пример, више пута избегавају смрт - омогућава да се сложене трагедије изнова и изнова дешавају истим ликовима. На крају крајева, Кандид је првенствено, како је описао Волтеров биограф Ијан Дејвидсон, „кратак, лаган, брз и шаљив“.
Иза разигране фасаде Кандида која је толике забавила, крије се врло оштра критика савремене европске цивилизације која је разљутила многе друге. Аутор је нападао европске владе попут француске, пруске, португалске и енглеске: француске и пруске за Седмогодишњи рат, португалске за инквизицију и британске за погубљење Џона Бинга. И у Кандиду се оштро поступа према организованој религији. На пример, Волтер се руга исусовском реду Римокатоличке цркве . Алдридге пружа карактеристичан пример таквих антиклерикалних одломака због којих је дело забрањено: док је у Парагвају Какамбо напоменуо, "[језуити] су господари свега, а народ уопште нема новца. …". Овде Волтер говори да хришћанска мисија у Парагвају искоришћава локално становништво. Волтер приказује језуите који држе домородачке народе као робове, док они тврде да им помажу.

### Сатира
Главни метод сатире у Кандид састоји се у ироничном стављању у однос контраста трагедију и комедију. Прича не измишља нити преувеличава зла света - оштроумно приказује постојећа зла, омогућавајући Волтеру да поједностави суптилне филозофије и културне традиције, истичући њихове мане. Тако Кандид, на пример, потире оптимизам са грозом ужасних, историјских (или барем веродостојних) догађаја који су неоправдиви.
Једноставан пример сатире у Кандиду види се у обради историјског догађаја ком сведоче Кандид и Мартин у луци Портсмут. Тамо су њих двојица шпијунирали анонимног адмирала који би требало да представља Џона Бинга, а који је погубљен због тога што није правилно напао француску флоту. Адмирал има завезане очи и бива упуцан на палуби свог сопственог брода, чисто да „охрабри остале“ (фр. pour encourager les autres , израз који се приписује Волтеру). Овај приказ војне казне тривијализује Бингову смрт. Суво, безобразно објашњење „да охрабри остале“ на тај начин сатиризује озбиљан историјски догађај на карактеристична волтеријански начин. Због своје класичне духовитости, ова фраза је постала једна од најчешће цитираних из Кандида.
Волтер приказује оно најгоре на свету и очајнички напор његовог патетичног јунака да то уклопи у оптимистички поглед. Готово сав Кандид је расправа о различитим облицима зла: његови ликови ретко налазе чак и привремени предах. Постоји бар један запажен изузетак: епизода Ел Дорада, фантастичног села у којем су становници једноставно рационални, а њихово друштво праведно и разумно. Позитивност Ел Дорада може се супротставити песимистичком ставу већег дела књиге. Чак и у овом случају, блаженство Ел Дорада је пролазно: Кандид ускоро напушта село да тражи Кунингунду, коју на крају жени само из обавезе.
Још један елемент сатире фокусира се на оно што Вилијам Ф. Ботиљија, аутор многих објављених радова о Кандиду, назива "сентименталним слабостима доба" као и на Волтеров напад на њих. Мане у европској култури су истакнуте када Кандид пародира авантуре и романтичне клишее, опонашајући стил пикарског романа. Један број архетипски јунака је стога препознатљив у Волтеровом раду: Кандид је требало да буде представник ниског друштвеног слоја, Кунингунда сексуално искушење, Панглос мудри ментор и Какамбо способни слуга. Како се заплет одвија, читаоци откривају да Кандид није преварант, Кунингунда је ружна и Панглос је тврдоглава будала. Ликови су нереални, дводимензионални, механички, па чак и налик на марионету; они су поједностављени и стереотипни. С обзиром на то да првобитно наивни главни јунак на крају долази до зрелог закључка, ова новела је билдунгсроман.

### Мотив врта
Многи критичари сматрају да вртови играју кључну симболичку улогу у Кандиду. Прва локација која се обично идентификује као башта је Баронов замак, из кога су Кандид и Кунингунда протерани на исти начин као што су Адам и Ева исељени из Рајског врта у Књизи Постања. Циклично, главни ликови Кандида на крају романа налазе се у башти коју су сами направили, а која би могла представљати небески рај. Трећи најистакнутији "врт" је Ел Дорадо, који је лажни Еден. Остали могуће симболични вртови укључују језуитски павиљон, Пококурантеову башту, Какамбову башту и Турчинову башту.
Ове баште су вероватно референце на рајски врт, али Ботиљија је, на пример, претпоставио да се вртови односе и на Енциклопедију, а да је Кандидова одлука да обрађује „свој врт“ симболизовала Волтерову велику подршку овом настојању. Кандид и његови другови на крају новеле, налазе се у веома сличном положају као Волтеров уски филозофски круг истомишљеника који је подржао Encyclopédie: главни ликови Кандида живе у осами да би "обрађивали [своју] башту", баш као што је Волтер предложио колегама да напусте друштво да пишу. Поред тога, у епистоларној преписци Волтера постоје докази да је другде употребио метафору вртларства за описивање писања Encyclopédie. Друга могућност интерпретације је да Кандид који обрађује „свој врт“ сугерише да се он бави само потребним активностима, као што су исхрана и борба против досаде. То је аналогно Волтеровом мишљењу о баштованству: и сам је био вртлар на својим имањима у Ле Делису и Фернеју, а често је у својој коресподенцији писао да је баштованство било важно за његово слободно време, јер је то изузетно ефикасан начин да се нечим забави.

## Филозофија

### Оптимизам
Кандид сатиризује разне филозофске и религијске теорије које је Волтер претходно критиковао. Примарна међу њима је лајбницовски оптимизам (понекад назван панглосијанизам по његовом измишљеном заговорнику), који Волтер исмева описима наизглед бескрајних пропасти. Волтер указује на разна неоправдива зла у свету, што многе критичаре наводи да Волтерово третирање зла - тачније теолошки проблем његовог постојања - виде као фокус дела. У тексту су доста заступљени земљотрес у Лисабону, болест и потонуће бродова у олуји. Такође, рат, крађе и убиства - зла људског порекла- истражују се подједнако као и природна зла. Ботиљија напомиње да је Волтер "свеобухватан" у набрајању зала у свету. Неумољив је у нападу на лајбницовски оптимизам.

Кључно за Волтеров напад је лик Кандидовог ментора Панглоса, самопроглашеног Лајбницовог следбеника и учитеља његове доктрине. Исмевање Панглосових теорија тако исмева самог Лајбница, а Панглосово размишљање је у најбољем случају блесаво. На пример, прва Панглосова теорија о приповедању апсурдно меша узрок и последицу: 
Il est démontré, disait-il, que les choses ne peuvent être autrement; car tout étant fait pour une fin, tout est nécessairement pour la meilleure fin. Remarquez bien que les nez ont été faits pour porter des lunettes; aussi avons-nous des lunettes.
Доказиво је да ствари не могу бити другачијим него што јесу; како су све ствари створене са неким циљем, морале су бити створене са најбољим циљем. Обрати пажњу, рецимо, нос је створен за наочаре, стога носимо наочаре.

Пратећи такво погрешно размишљање још упорније од Кандида, Панглос брани оптимизам. Без обзира на њихову страшну судбину, Панглос понавља „све је за најбоље“ („Tout est pour le mieux") и наставља да "оправдава" зли догађај. Карактеристичан пример такве теодицичности налази се у Панглосовом објашњењу зашто је добро да постоји сифилис: 
c'était une chose indispensable dans le meilleur des mondes, un ingrédient nécessaire; car si Colomb n'avait pas attrapé dans une île de l'Amérique cette maladie qui empoisonne la source de la génération, qui souvent même empêche la génération, et qui est évidemment l'opposé du grand but de la nature, nous n'aurions ni le chocolat ni la cochenille;
то је нешто неизбежно, неопходни састојак у најбољем од свих светова; јер да Колумбо није добио на америчком острву ову болест, која загађује зачетак генерације, и често спречава само размножавање, и очигледно се супротставља узвишеном циљу природе, сад не бисмо имали ни чоколаду ни мексичке ваши.
Кандид, упечатљиви и неспособни Панглосов ученик, често покушава оправдати зло, не успева, призива свог ментора и на крају очајава. Управо због ових пропуста Кандид је болно излечен од свог оптимизма.
Чини се да је ова Волтерова критика готово искључиво усмерена ка лајбницовском оптимизму. Кандид не исмева Волтеровог савременика Александра Поупа, каснијег оптимисту мало другачијих уверења. Кандид не разматра Поупов оптимистични принцип да је „све у реду“, али Лајбниц каже да је „ово најбоље од свих могућих светова“. Колико год суптилна разлика између њих двојице, Кандид је недвосмислен у погледу свог предмета обраде. Претпоставка је неких критичара да је Волтер хтео да поштеди Поупа овог исмевања из поштовања, мада је Волтерова Песма можда написана као непосреднији одговор на Поупове теорије. Овај је рад сличан Кандиду по садржају, али се по стилу веома разликује од њега: Песма отелотворује озбиљнији филозофски став од Кандидовог.

### Закључак
Закључак романа, у којем Кандид коначно одбацује оптимизам свог ментора, оставља нерешеним питање о томе коју филозофију главни јунак треба да прихвати. О овом елементу Кандида писало се опширно. Закључак је енигматичан и његова анализа је спорна.
Волтер не развија формалну, систематску филозофију коју ликови усвајају. Закључак романа може се сматрати не филозофском алтернативом оптимизму, већ прописаним практичним погледом (иако је спорно то шта он прописује). Многи су критичари закључили да је један или други споредни лик представљен као носилац праве филозофије. На пример, неколицина верује да се према Мартину поступа саосећајно и да је његов лик носилац Волтерове идеалне филозофије - песимизма. Други се не слажу, цитирајући Волтерове негативне описе Мартинових принципа и закључак дела у којем Мартин има малу улогу.
У оквиру дебата којим се покушава дешифровати закључак Кандида, налази се још једна главна расправа о Кандиду. Она се односи на степен до ког је Волтер заговарао песимистичку филозофију, којом Кандид и његови другови одустају од наде у бољи свет. Критичари тврде да осамљивање јунака на фарми означава губитак наде за остатак људске расе. Ово гледиште треба упоредити са читањем које Волтера представља као заговорника мелиористичке филозофије и правила која обавезују путнике да побољшају свет метафоричким вртларством. Ова дебата, као и остале, фокусирају се на питање да ли је Волтер прописивао пасивно повлачење из друштва или активно ангажовање у њему.

### Спољашње и унутрашње тумачење
Расправа о закључку текста одвојена је од полемике "изнутра / споља". Овај став се фокусира на питање да ли је Волтер уопште нешто прописивао или не. Рој Волпер, професор емеритус енглеског језика, тврди у свом револуционарном раду из 1969. године, да кроз Кандида не мора нужно да проговара његов аутор; да дело треба посматрати као наратив независно од Волтерове личности; и да је његова порука у потпуности (или углавном) унутар наратива. Ово гледиште, изнутра, посебно одбацује покушаје проналажења Волтеровог „гласа“ у многим ликовима. Заиста, писци су видели Волтера како говори кроз барем Кандида, Мартина и Турчина. Волпер тврди да Кандида треба читати без нагађања о његовом значењу у Волтеровом животу. Његов чланак покренуо је нову еру студија о Волтеру, због чега су многи научници на роман почели да гледају другачије.
Критичари као што су Лестер Крокер, Хенри Стејван, и Вивијен Милне, налазе превише сличности између Кандидовог и Волтеровог гледишта да би прихватили  ово тумачење; они подржавају "спољашњу" интерпретацију. Они верују да је коначна одлука Кандида иста као Волтерова, и виде снажну везу између развоја главног јунака и његовог аутора. Неки учењаци који подржавају поглед „споља“ такође верују да се изолационистичка филозофија Старог Турчина уско огледа у Волтеру. Други виде снажну паралелу између Кандидовог вртларства на крају и ауторовог вртларства. Мартин Дармон Мејер тврди да поглед „изнутра“ ово сатирично дело не види у контексту, и да је порицање да  Кандид представља првенствено ругање оптимизму (ствар историјског контекста) „врло проста издаја текста“.

## Рецепција
Иако Волтер није отворено признао да је написао контроверзног Кандида све до 1768. године (до тада се потписивао псеудонимом: "Господин доктор Ралф", или "Доктор Ралф" ), његово ауторство дела никада није било оспоравано. 
Одмах по објављивању, дело и његовог аутора су осудили и секуларни и верски ауторитети, јер књига отворено исмева владу и цркву. Због таквих полемика Омер-Луј-Франсоа Жоли де Флери, који је био генерални адвокат у париском парламенту, установио је да су делови Кандида "супротни религији и моралу".
Упркос многим оптужбама, убрзо након објављивања, Кандидова недолична проза почиње да се цитира. "Поједимо језуите", на пример, постала је популарна фраза због референце на шаљиви одломак у Кандиду. Крајем фебруара 1759. године, Велико женевско веће  и париски администратори забранили су Кандида.  Кандид је ипак успео да се прода у двадесет до тридесет хиљада примерака до краја године у више од двадесет издања, што га чини бестселером. Војвода од Валијера изнео је крајем јануара 1759. године, да је Кандид можда најбрже продавана књига. Кандид је 1762. године уврштен у Индекс забрањених књига, попис забрањених књига Римокатоличке цркве.
Забране Кандида трајале су до двадесетог века у Сједињеним Државама, где се дуго сматрао основним делом западне књижевности. Бар једном, Кандиду је привремено било забрањено да уђе у Америку: у фебруару 1929. амерички царински службеник у Бостону спречио је да одређен број примерака књиге, која је сматрана „непристојном“, стигне до групе за француски језик Универзитета Харвард . Кандид је прихваћен у августу исте године; међутим, до тада је настава била завршена.  У интервјуу убрзо након конфисковања Кандида, цариник је објаснио одлуку да га забрани, "Али о "Кандиду", да ти кажем. Годинама допуштамо да та књига опстане. Било је толико много различитих издања, свих величина и врста, неких илустрованих, неких обичних, тако да смо схватили да књига мора бити добра. Онда ју је један од нас прочитао. Прљава је то књига.".

## наслеђе
Кандид је најчитаније од бројних Волтерових дела, и сматра се једним од великих достигнућа западне књижевности . Међутим, Кандид се не сматра нужно истинским „класиком“. Према Ботиљији, "Физичка величина Кандидa, као и Волтеров однос према сопственој фикцији, онемогућава постизање уметничке димензије кроз потпуност, аутономну тродимензионалну животност, емоционалну дубину, или поетско уздизање. Кандид, дакле, не може се ни квантитативно ни квалитативно мерити са врховним класицима."  Ботиљија га назива минијатурним класиком, мада су остали спремнији да занемаре његову величину.   Као једино Волтерово дело које је до данас остало популарно, Кандид је наведен у Харолд Блумовом делу Западни канон: књиге и школе кроз векове . Укључено је у збирку Велике књиге западног света Енциклопедије Британика. Кандид је утицао на модерне писце црног хумора као што су Селин, Џозеф Хелер, Џон Барт, Томас Пинчон, Курт Вонегут и Тери Саудерн. Његове методе пародије и пикареске постале су омиљени поступци црних хумориста.
Чарлс Брокден Браун, рани амерички романописац, добро је познавао Волтерово дело којим је могао бити инспирисан. Марк Камрат, професор енглеског језика, описује снагу везе између Кандида и дела Едгар Хантли; или, Мемоари једног месечара (1799): "Необично велики број паралела ... искрсава у оба романа, посебно у погледу ликова и заплета." На пример, протагонисти оба романа романтично су повезани са младом женом која је недавно остала сироче. Надаље, у оба дела браћа љубавница су језуити, а сваки од њих је убијен (иако под различитим околностима). Неки романи двадесетог века на које је Кандид могао утицати јесу дистопијска научнофантастична дела. Арманд Мателарт, француски критичар, види Кандида у Олдус Хакслијевом делу Врли нови свет, Џорџ Орлевовом делу Хиљаду деветсто осамдесет четврта и делу Јевгенија Замјатина Ми, три канонска дела жанра. Конкретно, Мателарт пише да  у сваком од ових дела, постоје референце на Кандидову популаризацију фразе "најбољи од свих могућих светова". Као доказ наводи, на пример, да је француска верзија Врлог новог света имала назив Le Meilleur des mondes  („Најбољи од светова“).
Читаоци Кандида често га упоређују са одређеним делима модерног жанра позоришта апсурда. Хејд Мејсон, стручњак за Волтера, види сличности између Кандида и овог књижевног тока. На пример, примећује заједничка општа места код Кандида и драме Чекајући Годоа (1952). У оба ова дела, и на сличан начин, пријатељство пружа емоционалну подршку ликовима када су суочени са тешкоћама свог постојања. Међутим, Мејсон је назначио да "Кандида не треба посматрати као претечу 'апсурда' у модерној фикцији. Кандидов свет има много смешних и бесмислених елемената, али људска бића нису у потпуности лишена могућности да у њему пронађу смисао.“  Џон Пилинг, Бекетов биограф, каже да је Кандид рано и снажно утицао на Бекетово мишљење. Роса Луксембург, после Првог светског рата, приметила је након поновног читања Кандида: "Пре рата, помислила бих да је ово злочесто збрајање свих људских беда карикатура. Сада ми се чини потпуно реалистичним." 
Америчка алтернативна рок група Бладхаунд Генг у својој песми  "Take the Long Way Home", користи се референцама на Кандида.

### Изведена дела
Године 1760, годину дана након што је Волтер објавио Кандида, објављен је наставак под називом Candide, ou l'optimisme, seconde partie. Ово дело се приписује иТорелу де Кампињелу, данас непознатом писцу, и Хенрију Џозефу Ду Лоренсу, за кога се сумња да је имао обичај да плагира Волтера. У овом наставку, Кандид има нове авантуре у Отоманском царству, Персији и Данској. Наставак проналази своју потенцијалну употребу у студијама популарних и књижевних рецепција Кандида, али је готово сигурно апокрифан.  Укупно, до 1803. године, најмање десет имитација Кандида или наставка његове приче објавили су и други аутори.
Кандид је адаптиран за радио-антологијски програм На сцени 1953. године. Ричард Чендли је написао сценарио; учествовали су Елиот Луис, Кети Луис, Едгар Беријер, Бајрон Кејн, Џек Крашен, Хауард Мекнир, Лери Тор, Марта Вентворт и Бен Рајт.
Оперету Кандид првобитно је замислила драмска списатељица Лилијен Хелмен, као представу са уметнутом музиком. Леонард Бернстајн, амерички композитор и диригент који је написао музику, био је толико узбуђен због пројекта да је Хелменову убедио да то буде "комична оперета". На представи су радили многи текстописци, укључујући Џејмса Ејџија, Дороти Паркер, Џона Летуша, Ричарда Вилбура, Леонарда и Фелишу Бернстајн и Хелменову. Херши Кеј је оркестрирао све делове, осим увертире, коју је Бернстајн одрадио сам. Кандид је први пут изведен на Бродвеју као мјузикл 1. децембра 1956. године. Премијерну продукцију режирао је Тајрон Гатри, а дириговао Семјуел Кречмелник. Мада је ова продукција била комерцијални неуспех, музика је била веома хваљена, а издат је и албум. Албум је постепено постајао култни хит, али је либрето Лилијен Хелмен био критикован као преозбиљан за адаптацију Волтеровог романа. Кандид је ревидиран и прерађен неколико пута. Њујоршка адаптација дела у режији Хола Принса садржала је потпуно нови либрето Хјуа Вилера и додатне текстове Стивена Сондхајма. Бернстајн је дело поново ревидирао 1987. године, у сарадњи са Џоном Мосеријем и Џоном Велсом . Након Бернстајнове смрти, будуће ревидиране продукције мјузикла изведене су у верзијама које су припремили Тревор Нан и Џон Керд 1999. и Мери Зимермен 2010. године.
Candido, ovvero un sogno fatto in Sicilia(1977), књига јеЛеонарда Шаше. Барем је делом заснована на Волтеровом Кандиду, мада је стварни утицај Кандида дискутабилан. Предложене су бројне теорије на ту тему. Присталице једне од тих теорија кажу да је Candido врло сличан Кандиду, само са срећним завршетком; присталице друге тврде да је Волтер пружио Шаши само полазиште, као и да су две књиге врло различите.
Би-Би-Си је 1973. године урадио телевизијску адаптацију, у којој су играли Ијан Огивли као Кандид, Емрис Џејмс као Панглос, и Френк Финлеј као Волтеров приповедачки глас.
Недим Гурсел написао је свој роман „ Кандидово путовање у Истамбул “ из 2001. године о краћем пасажу у Кандиду током ког се његов протагонист сусреће са Ахмедом III, свргнутим турским султаном. Овај случајни сусрет на броду који је пловио из Венеције за Истанбул представља поставку Гурселове књиге. Тери Саудерн, пишући свој популарни роман Candy с Мејсоном Хофенбергом, прилагодио је Кандида модерној публици и променио протагонисту да буде женско. Candy се бави одбацивањем својеврсног оптимизма који аутор види у женским часописима модерног доба; Candy такође пародира порнографију и популарну психологију. Ову адаптацију Кандида сам је 1968. године за биоскоп прилагодио редитељ Кристијан Марквенд.
Поред наведеног, Кандид је прерађен у низ мањих филмова и позоришних адаптација током двадесетог века. За њихову листу, види Voltaire: Candide ou L'Optimisme et autres contes  (1989) са предговором и коментарима Пјера Маландена.
У мају 2009. године представа под називом „Оптимизам“ заснована на Кандиду играна је у CUB Malthouse Theatre у Мелбурну. Следила је основну причу Кандида, укључујући анахронизме, музику и стендап комедију комичара Френка Вудлија. Обишла је Аустралију и била играна на Единбуршком међународном фестивалу. Године 2010, исландски писац Отар М. Нортфјурд објавио је нову верзију и модернизацију Кандида, под називом Örvitinn; eða hugsjónamaðurinn. У мају 2019. године, нова позоришна адаптација Кандида Џона Тефлена и Кристе Д'Агостино под називом, "Кандид, или, оптимизам, или #благословен, или, путовање у бол и патњу и пропадање привилеговане невиности и - чекај, како ће средњошколци то одрадити? или, Кандид!" приказана је у позоришту Мудларк у Ивенстону. Користећи књигу као полазишну тачку, у представи су глумили средњошколци играјући Кандида и његове пријатеље, заједно са одраслим глумцима који играју Панглоса, Мартина и старицу.

### Везе сестринских пројеката
- Voltaire (1759). Candide — преко Викизворника.
- Voltaire. Candide (на језику: француски)  — преко Викизворника.

### Издања
- Кандид на пројекту Гутенберг (plain text and HTML)
- Candide at Internet Archive (scanned books original editions color illustrated)
- Кандид public domain audiobook at LibriVox
- „Candide”. Архивирано из оригинала 21. 01. 2020. г. Приступљено 02. 02. 2020. (original version) with 2200+ English annotations at Tailored Texts
- Candide, ou l'optimisme, traduit de l'allemand. De Mr. le Docteur Ralph, 1759.
  - Candide, ou l'optimisme, Par Mr. de Voltaire. Edition revue, corrigée & augmentée par L'Auteur, vol. 1, vol. 2, aux delices, 1761–1763.
- La Vallière Manuscript at http://gallica.bnf.fr.

### Остало
- Кандид: Илустрације класика, библиографија илустрованих издања, списак доступних електронских издања и још корисних информација из Универзитетске библиотеке Трајер
- Волтеров Кандид, јавни вики посвећен Кандиду
- Кратка библиографија за проучавање Кандида, коју је издало Волтеријанско америчко друштво
- Подкаст предавање о Кандиду, др Мартина Еванса са Универзитета Станфорд, путем Ајтјунса.

љ